# Thư loan
Thư loan (danh pháp khoa học: Ginalloa siamica) là một loài thực vật có hoa trong họ Santalaceae. Loài này được Craib mô tả khoa học đầu tiên năm 1911.